# Parroquia de Nuestra Señora de Częstochowa
Parroquia de Nuestra Señora de Częstochowa o comúnmente conocido como Parroquia de Częstochowa o Iglesia de Częstochowa es una célebre Iglesia de la ciudad de Guadalajara, ciudad de Jalisco caracterizada  por ser la primera Iglesia en México en dedicarse a dicha advocación y por estar construida en las inmediaciones donde el Papa Juan Pablo II dirigió un mensaje a la comunidad obrera en Jalisco durante su visita a la misma el 30 de enero de 1979.

## Inicios

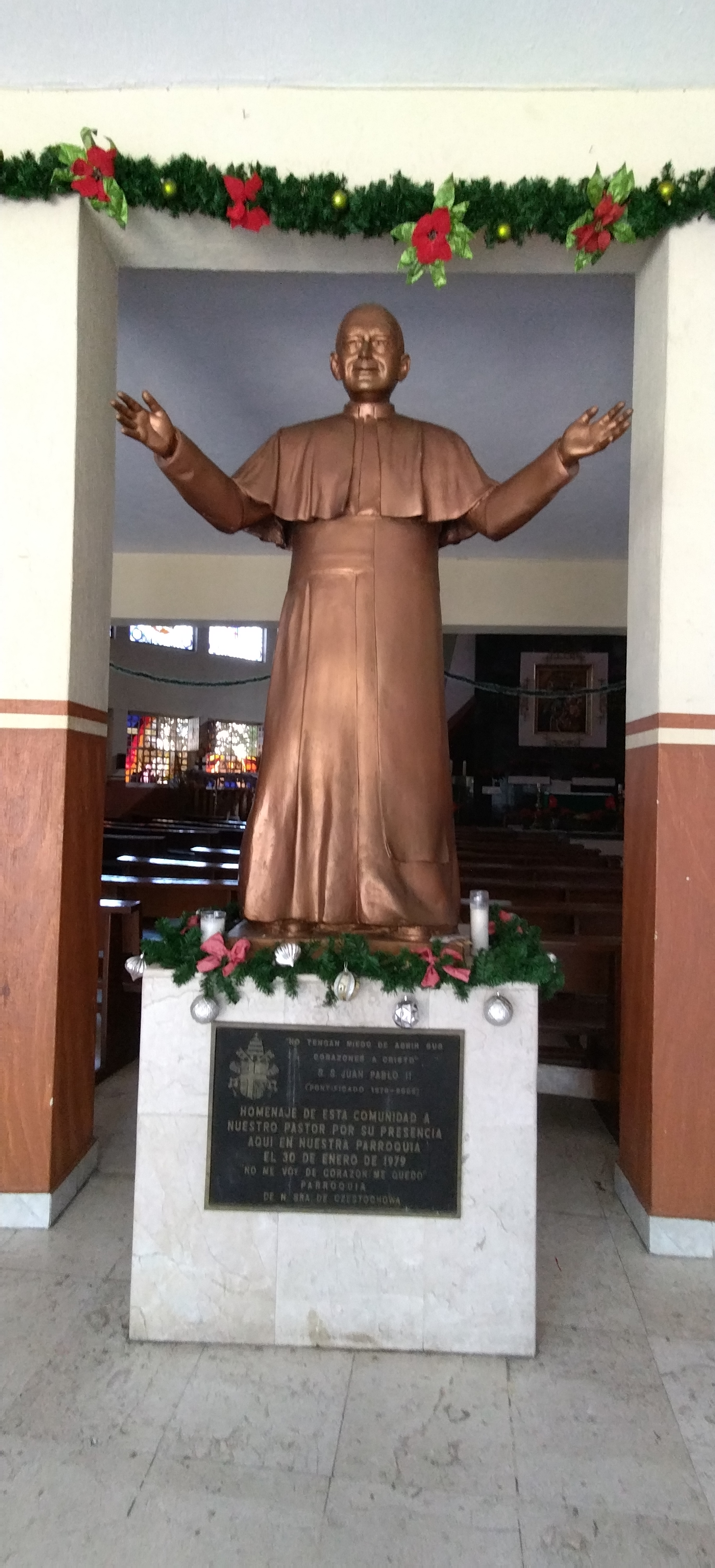
Escultura en bronce del Papa Juan Pablo II a la puerta de la iglesia

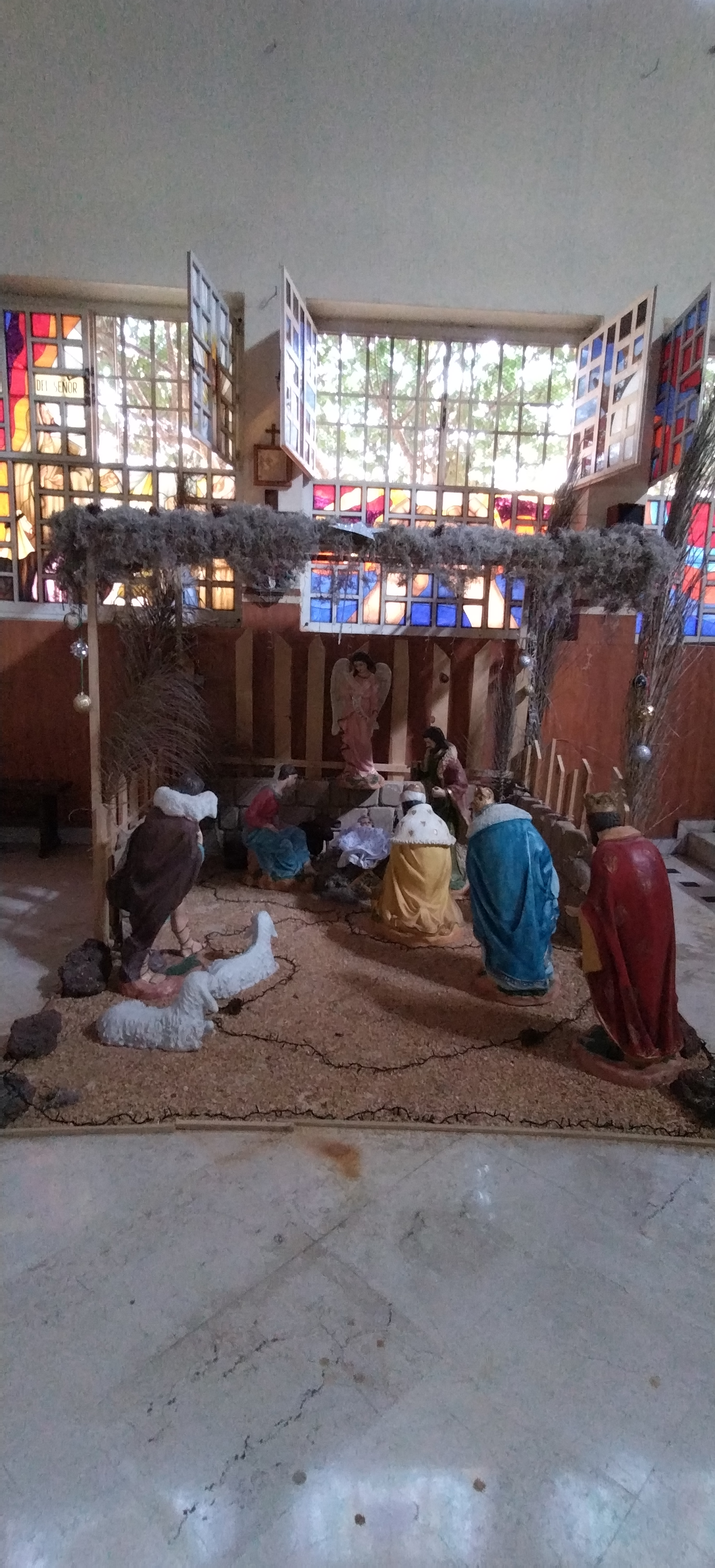
Nacimiento Navideño de la Iglesia

El 30 de enero de 1979 el Papa Juan Pablo II estuvo en las inmediaciones de lo que era la zona pastoral de Santa Cecilia que en aquellos años era un terreno válido donde aterrizó su helicóptero y dirigió unas palabras a la comunidad obrera de Jalisco a la cual regalo rosarios y al que un año después sería obispo auxiliar de Guadalajara Ramón Godínez Flores una estampa de la Virgen de Czestochowa tan amada por el Santo Padre.
Cuando está circunscripción territorial se empezó a poblar dando forma a la colonia Guadalajara Oriente, toco a la parroquia de Santa Cecilia atenderla espiritualmente y su párroco Camilo Hernández el cual cultivó la idea de construir una Iglesia y así estuvieron durante una década diciendo misa en sitios despoblados hasta 1991 en que se adquirió el terreno donde actualmente se encuentra esta Iglesia. El presbítero Sergio Macías sería el primer capellán y al estar todavía vigente el recuerdo de la visita del sumo pontífice y con la intervención del obispo Ramón Godínez Flores decidió consagrarla a Nuestra Señora de Częstochowa por ser ella la reina de Polonia y la amada Virgen de Juan Pablo II regalando el obispo al nuevo capellán una estampita que muy probablemente haya sido la que el Santo Padre le regaló.
Cabe destacar que está Iglesia se encuentra a unas cuadras de los muros traseros del panteón en y a unas cuantas cuadras de la glorieta del Trabajo ubicada en la Calzada Juan Pablo II a su cruce con la Avenida Artesanos.

## La imagen titular

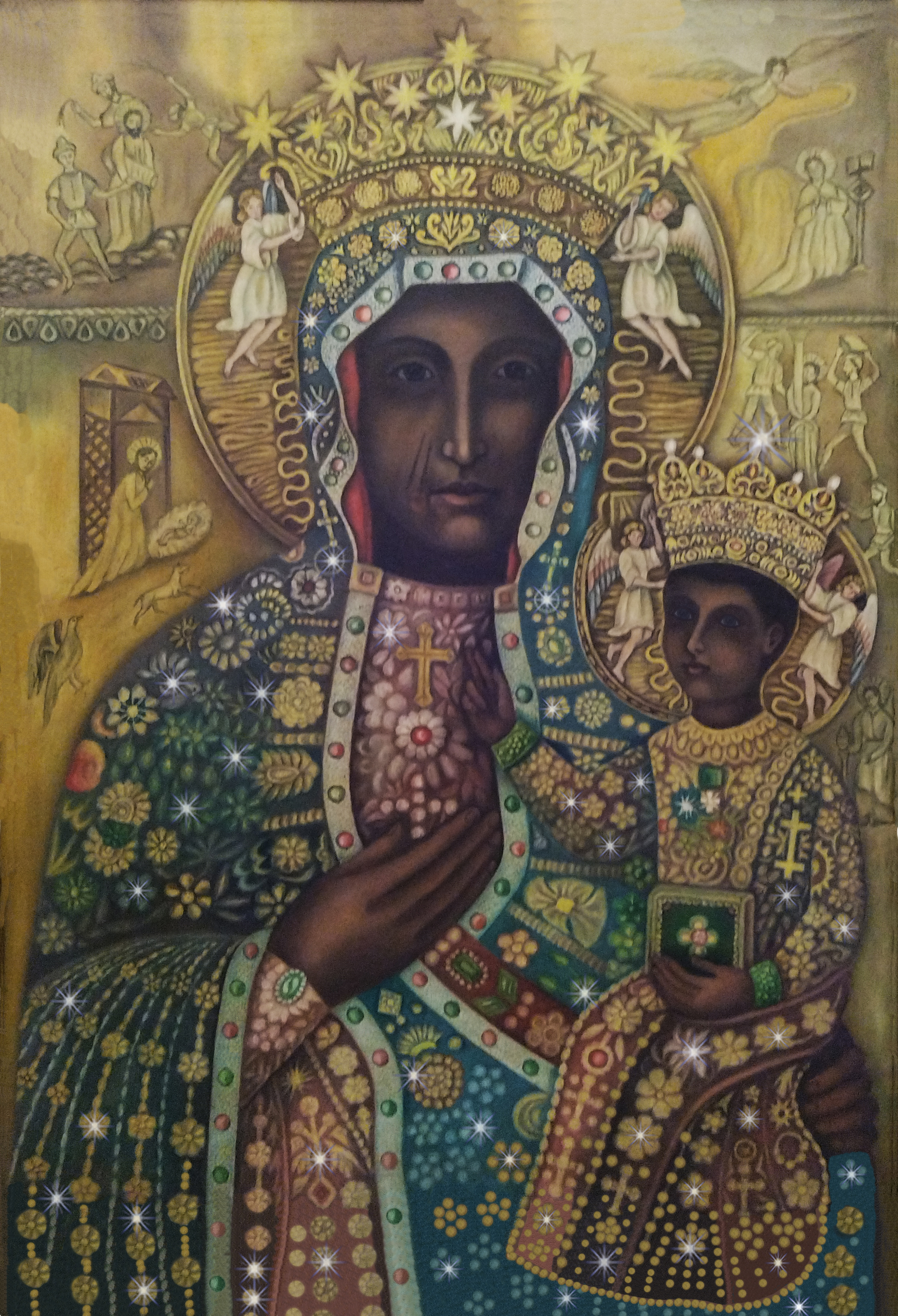
Imagen antigua de la Virgen de Czestochowa que se encuentra en su Parroquia en la ciudad de Guadalajara Jalisco México

En 1991 la pastoral juvenil de dicha comunidad parroquial se encargó de hacer una imagen a semejanza de la estampita que perteneció al obispo Godínez Flores la cual se conserva en el interior del recinto parroquial y se usa actualmente como imagen procesional, conforme a esta se imprimieron folletos, libros informativos referentes a la historia de la imagen y cuadros pequeños de 50 cm de alto para fomentar la devoción de la imagen a los colonos. Conforme pasó el tiempo se hizo otra imagen titular a semejanza de las célebres estampas distribuidas en Polonia, la Virgen María y el Niño Jesús con sus revestimientos en color verde llamado "Revestimiento de rubi" la cual presidió el altar mayor por un tiempo y que actualmente se encuentra en la notaría de dicha Iglesia, en el año 2000 llegaría la imagen titular que actualmente preside el altar hecha con más maestría y detalle que la hacen una pintura única hecha por el maestro Humberto Delgado Guerrero. La Virgen María y el Niño Dios se presentan con sus revestimientos en color azul llamado "Revestimiento Brillante".
Cabe destacar que la imagen en sí de Nuestra Señora de Czestochowa aunque no es muy conocida por la sociedad tapatía, causa extrañez para quien observa la imagen por primera vez debido a las cicatrices de su mejilla derecha y su mirada triste.

## Descripción del edificio

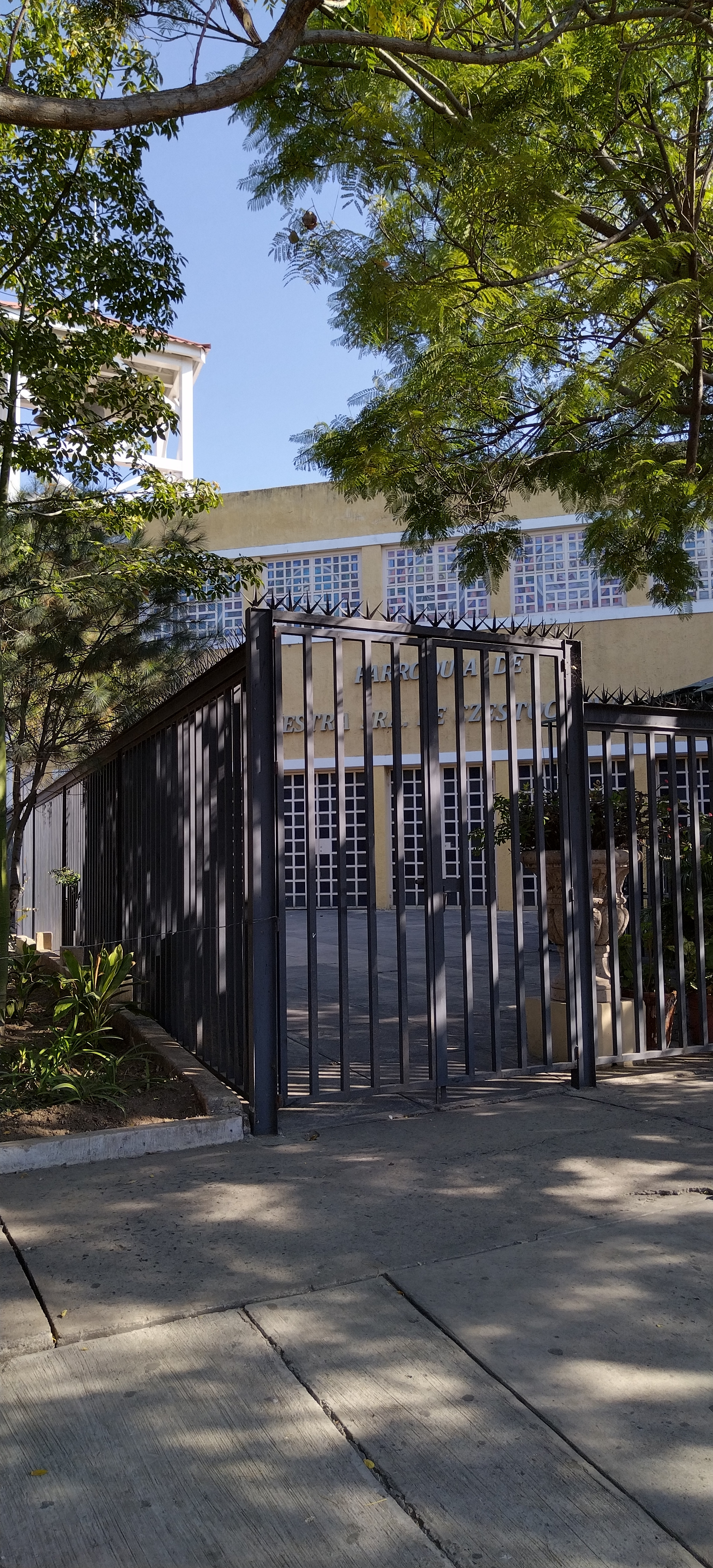
Vista frontal de la Iglesia.

En la parte exterior del edificio se recibe al visitante  con un jardín pequeño que tiene un par de bancas y al centro de este pequeño jardín se levanta un pilar con una estatua del Papa Juan Pablo II en bronce en atuendo pontifical con un báculo rematado con cruz y una casulla.

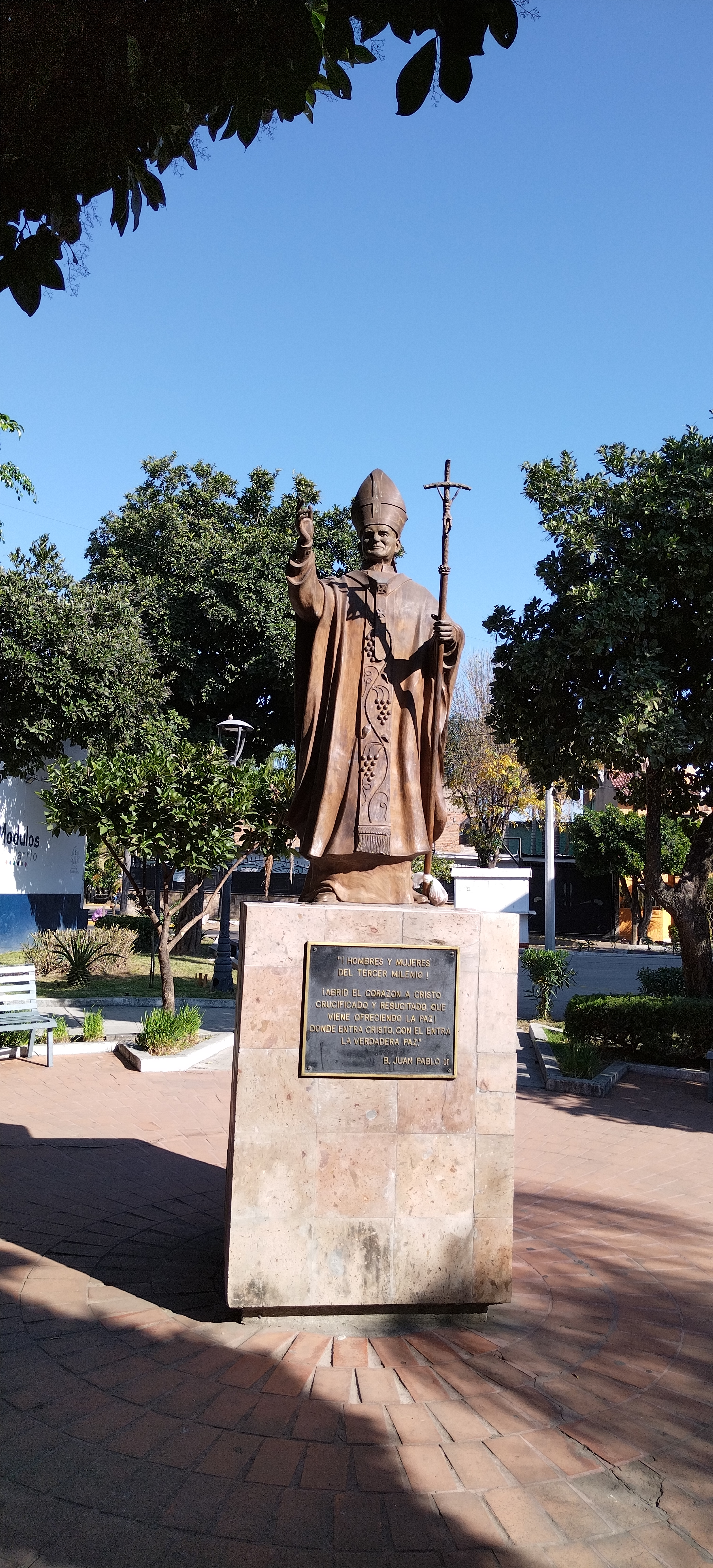
Estatua del Papa Juan Pablo II que recuerda su visita a este lugar.

Es una Iglesia que básicamente es una réplica a tamaño escala de la Basílica de Santa María de Guadalupe en la Ciudad de México con ciertas adaptaciones como la ausencia del balcón  que fue cambiada por un sencillo ventanal y una Torre campanario sencilla, abajo del primero y con letras de metal que cuentan con iluminación en las noches forman esta frase "Parroquia de Nuestra Sra. de Częstochowa" la fachada está pintada de color amarillo con marquesinas de color blanco.
En la entrada se encuentra una escultura del Papa Juan Pablo II hecha en bronce la cual lo representa con brazos abiertos vestido de sotana, muceta y sólido blanco con una placa en su honor a sus pies.

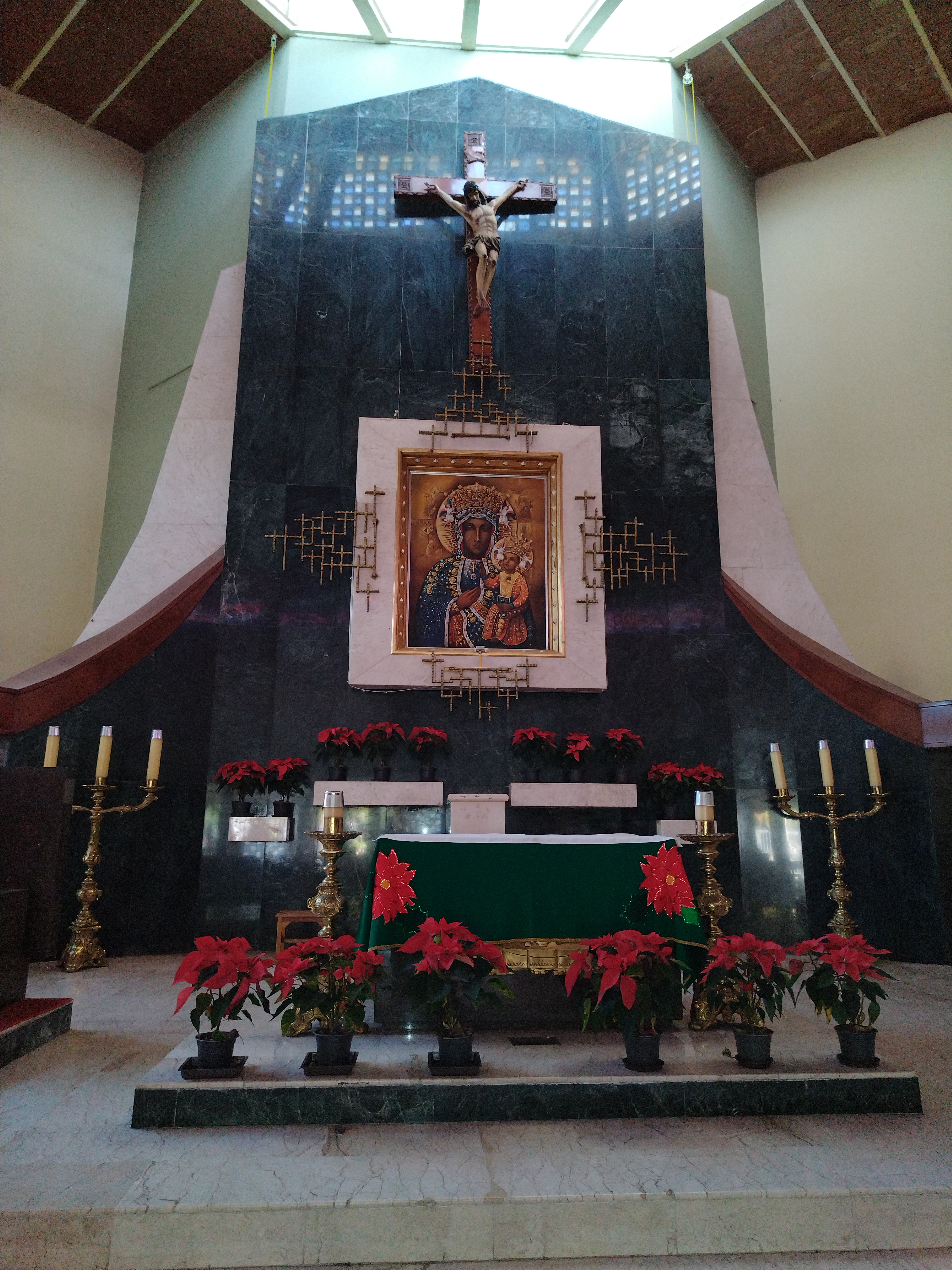
Altar mayor de la parroquia

El interior está pintado de color verde olivo y altar decorado con azulejo color azul jade presenta en la parte de arriba un Cristo crucificado y abajo de la imagen de Nuestra Señora de Częstochowa en un marco de oro puro con figuras de cruces en los cuatro lados del cuadro a semejanza de las que tiene la Virgen de Guadalupe en su actual Basílica en la Ciudad de México todo esto iluminado naturalmente por un pequeño ventanal transparente sin color que da mucha luz al altar más aparte cinco lámparas de aspecto moderno que se encuentran justo arriba del altar, abajo en un pilar de madera se encuentra una escultura en cerámica y a colores del Papa Juan Pablo II con casulla roja, Mitra y su cruz pontifical en la mano derecha.
En el altar se encuentran incrustadas las reliquias de los santos sacerdotes Román Adame Rosales y Atilano Cruz Alvarado asecinados en la persecución religiosa en 1927 y 1928 respectivamente. 

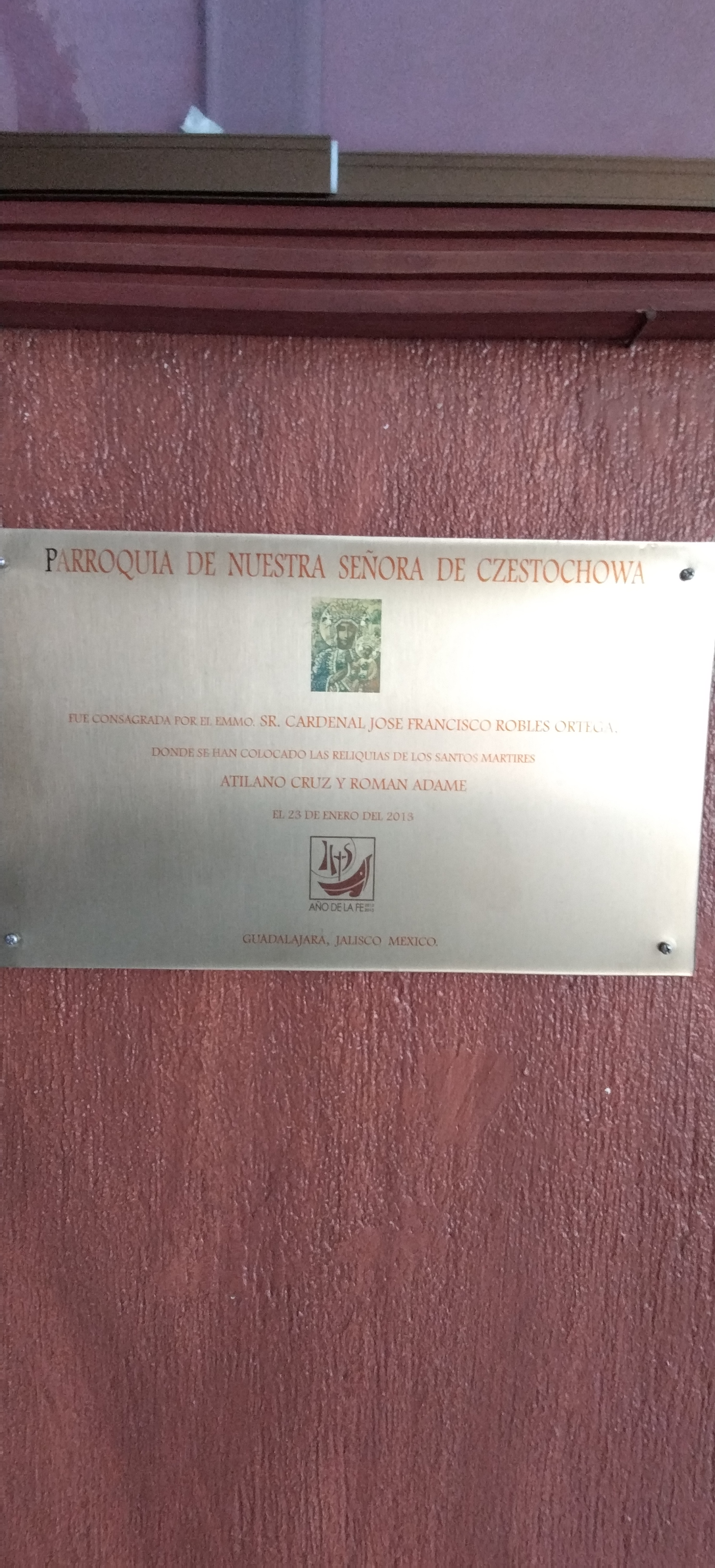
Certificado de la permanencia de las reliquias de San Atilano Cruz y San Román Adame.

Al lado derecho de la Iglesia a la entrada se encuentran las criptas y a la izquierda la capilla del Santísimo Sacramento con un Sagrario donde es visible la hostia consagrada para su adoración continua.

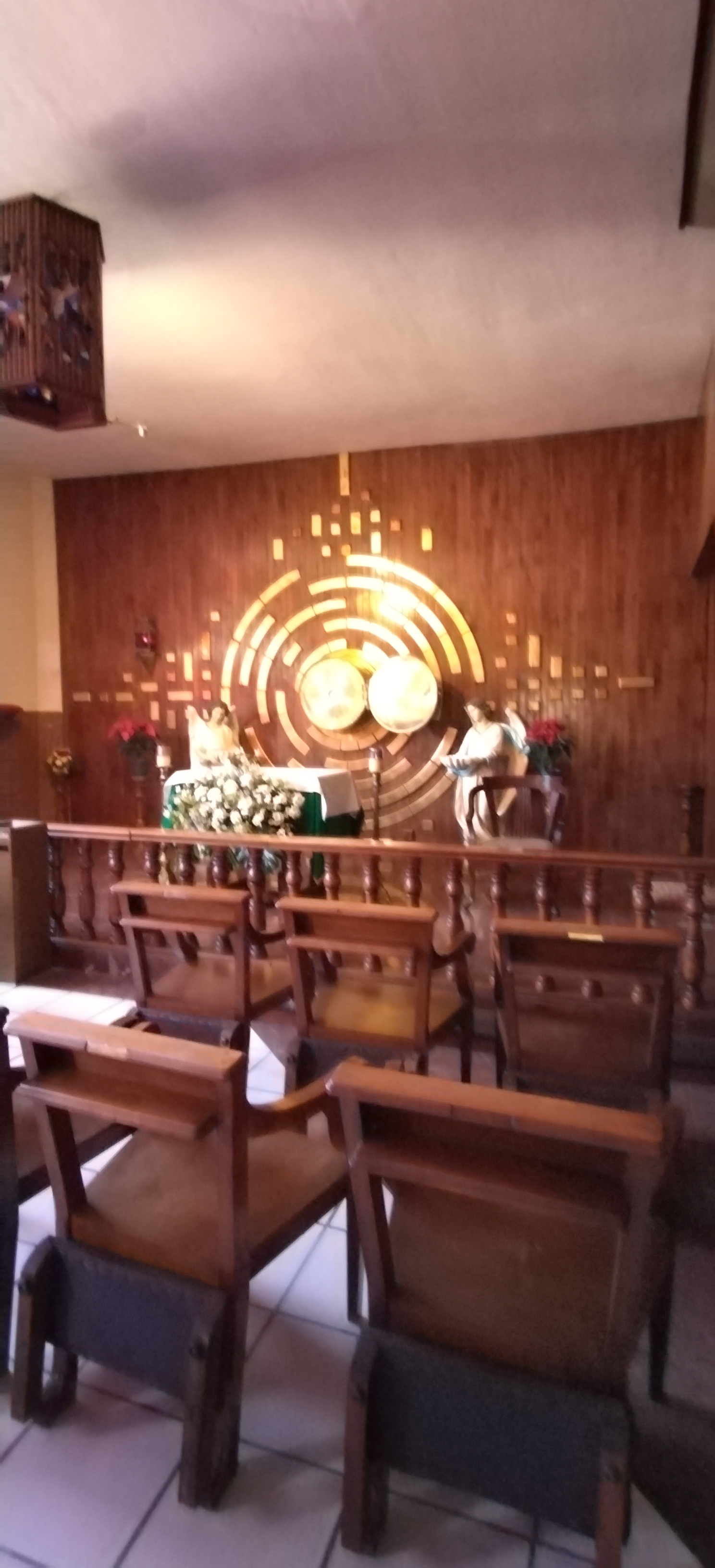
Capilla del Santísimo Sacramento.

## Vitrales
En la zona izquierda del recinto religioso es visible un gran vital con la escena de las bodas de Caná y arriba del otro conjunto de cinco ventanas donde se muestra de izquierda a derecha, El nacimiento de Jesús en conmemoración al jubileo 2000, Juan Pablo II y la Virgen de Guadalupe, Juan Pablo II caminando en una calle, el escudo de Juan Pablo II y la Virgen de Częstochowa.

La Iglesia es iluminada por estos vitales y por seis lámparas de estilo modernista que cuelgan del techo en las esquinas del recinto. 

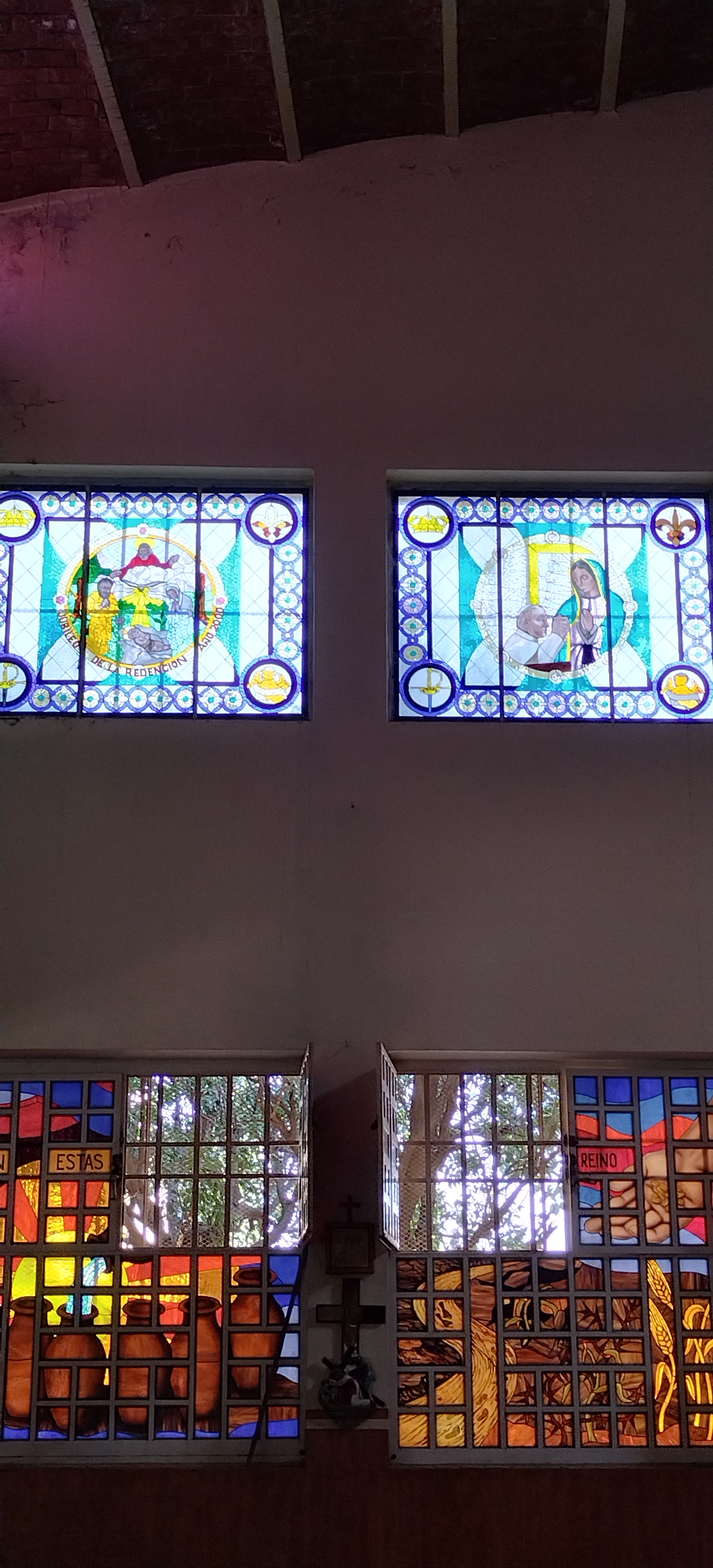
vitral que muestra la escena del nacimiento, y el otro al papa Juan Pablo II con la Virgen de Guadalupe
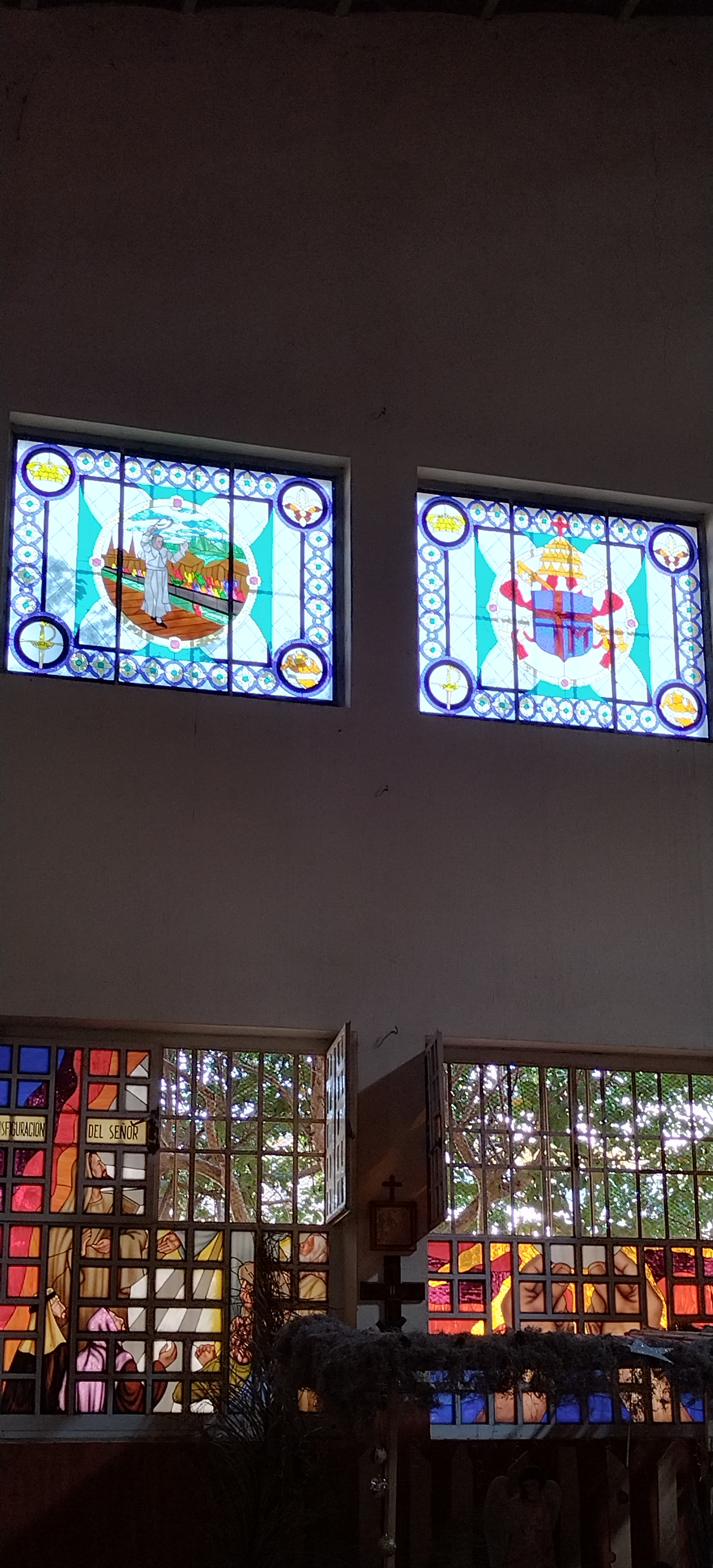
vitral que muestra al papa Juan Pablo II caminando y el otro el escudo del papa Juan Pablo II
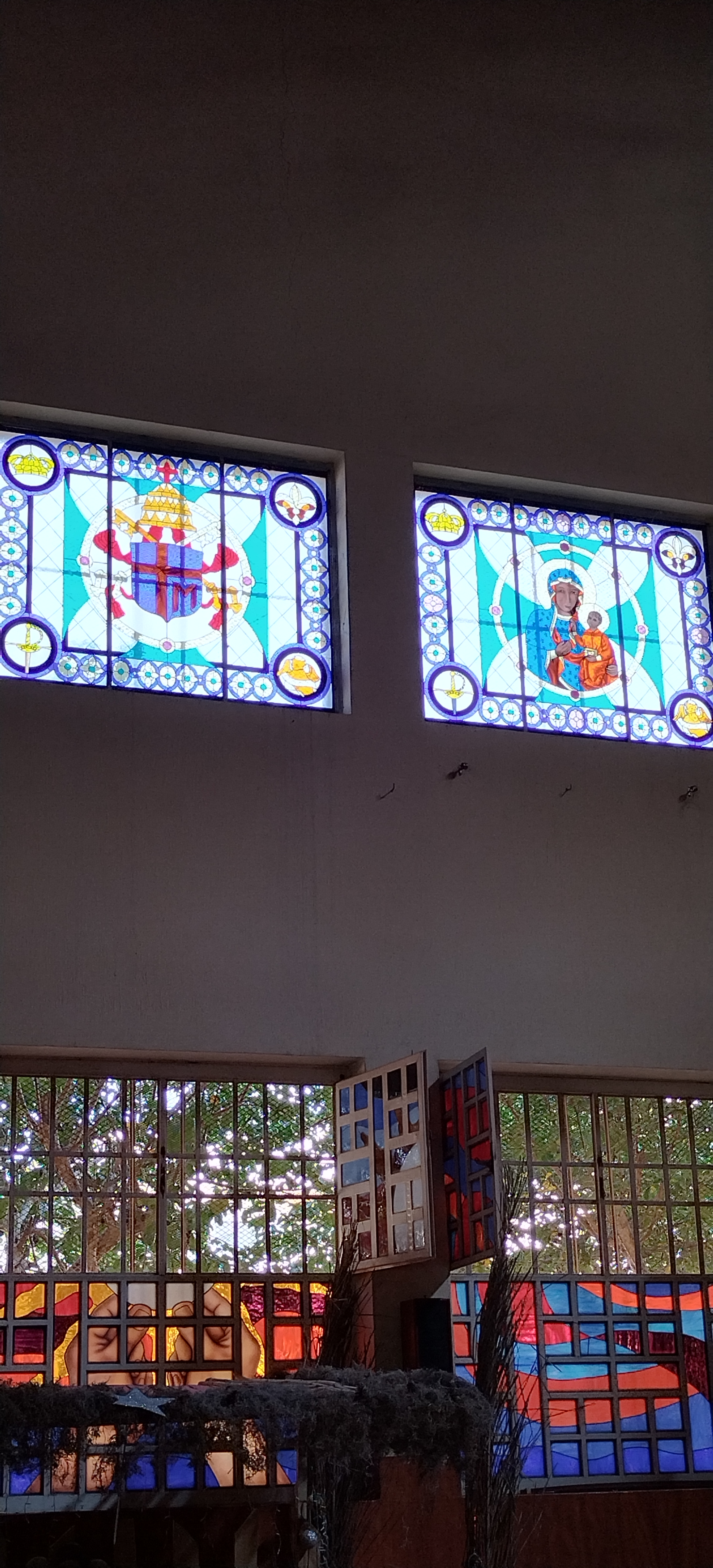
vitral que muestra el escudo del papa Juan Pablo II y el otro a la Virgen de Czestochowa con flores de lis
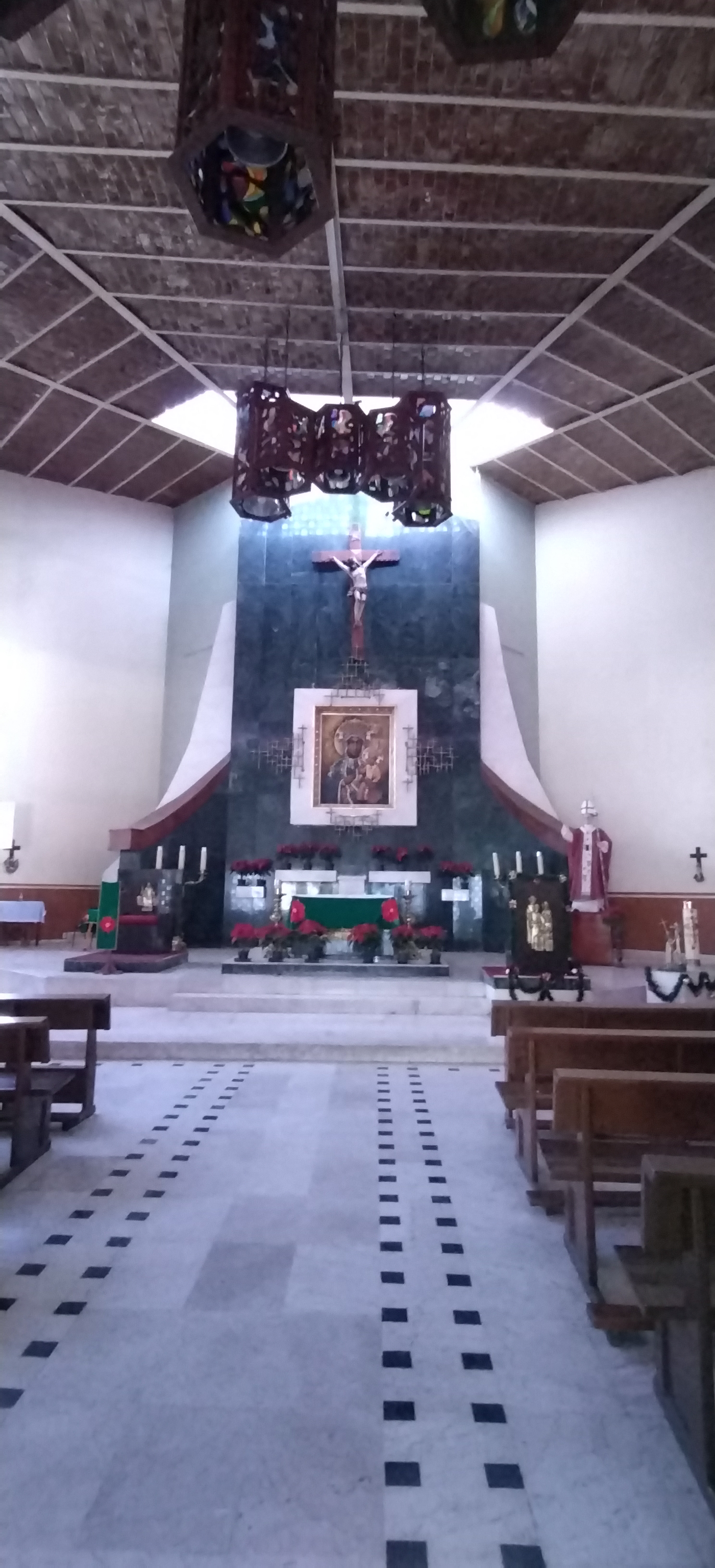
Vista panorámica que muestra las lámparas del recinto

En la entrada se encuentra una estatua de San Juan Pablo II que recuerda que esta Iglesia está construida sobre las inmediaciones donde el camino en su visita en la década de los 70.

## Fiesta patronal

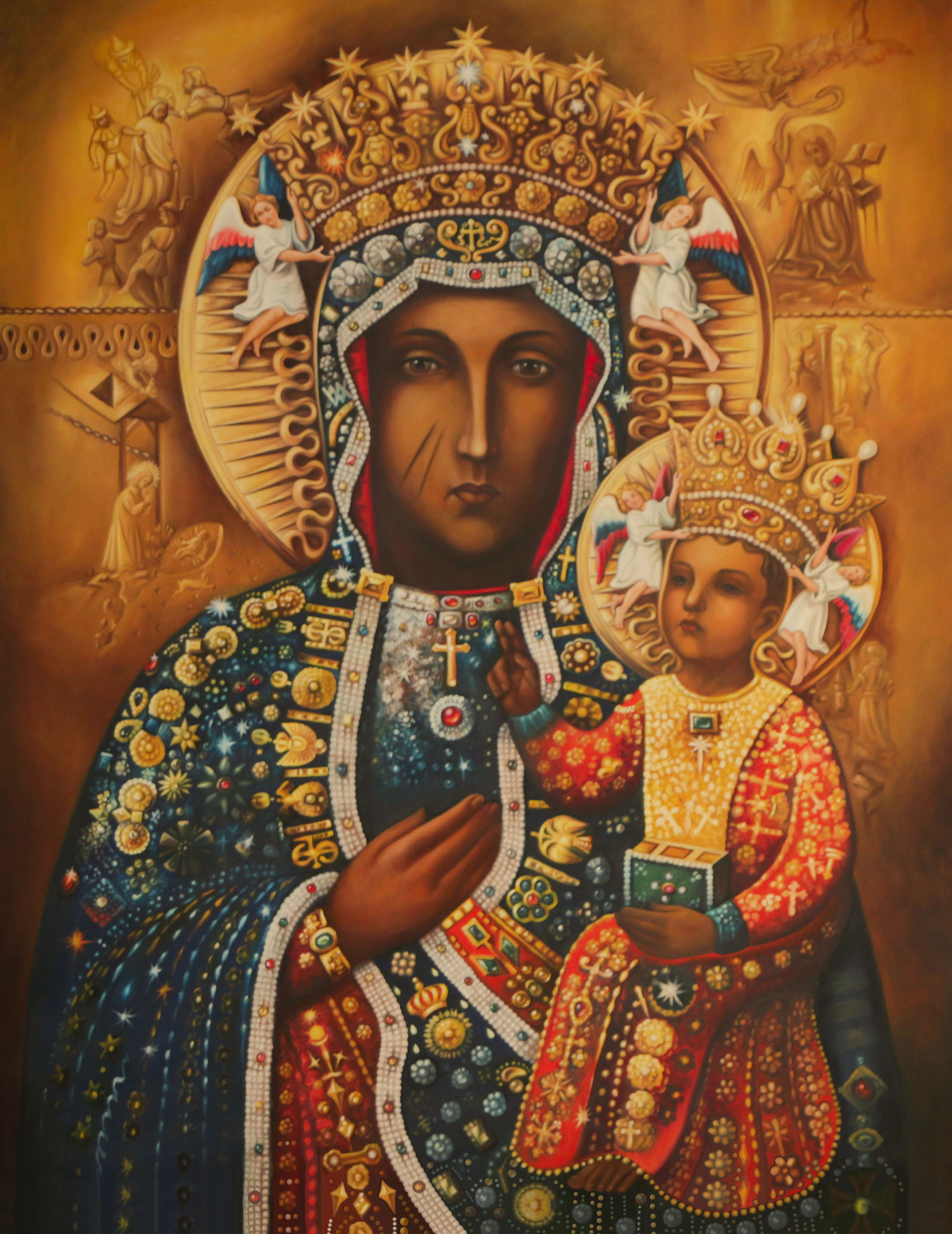
Imagen titular actual.

Desde que se fundó la comunidad parroquial y hasta el 2021 todos los párrocos por desconocimiento celebraron la fiesta de Nuestra Señora de Częstochowa el 30 de enero en recuerdo a la estadía del Papa Juan Pablo II hasta que su nuevo párroco el sacerdote Eduardo Ramírez Colín traslado la fiesta al 26 de agosto, siendo esta la fecha litúrgica en que debe ser recordada la fiesta de dicha advocación con oficio y lecturas propias con su adaptación para las iglesias fuera de la nación Polaca.

## Fecha de Inauguración

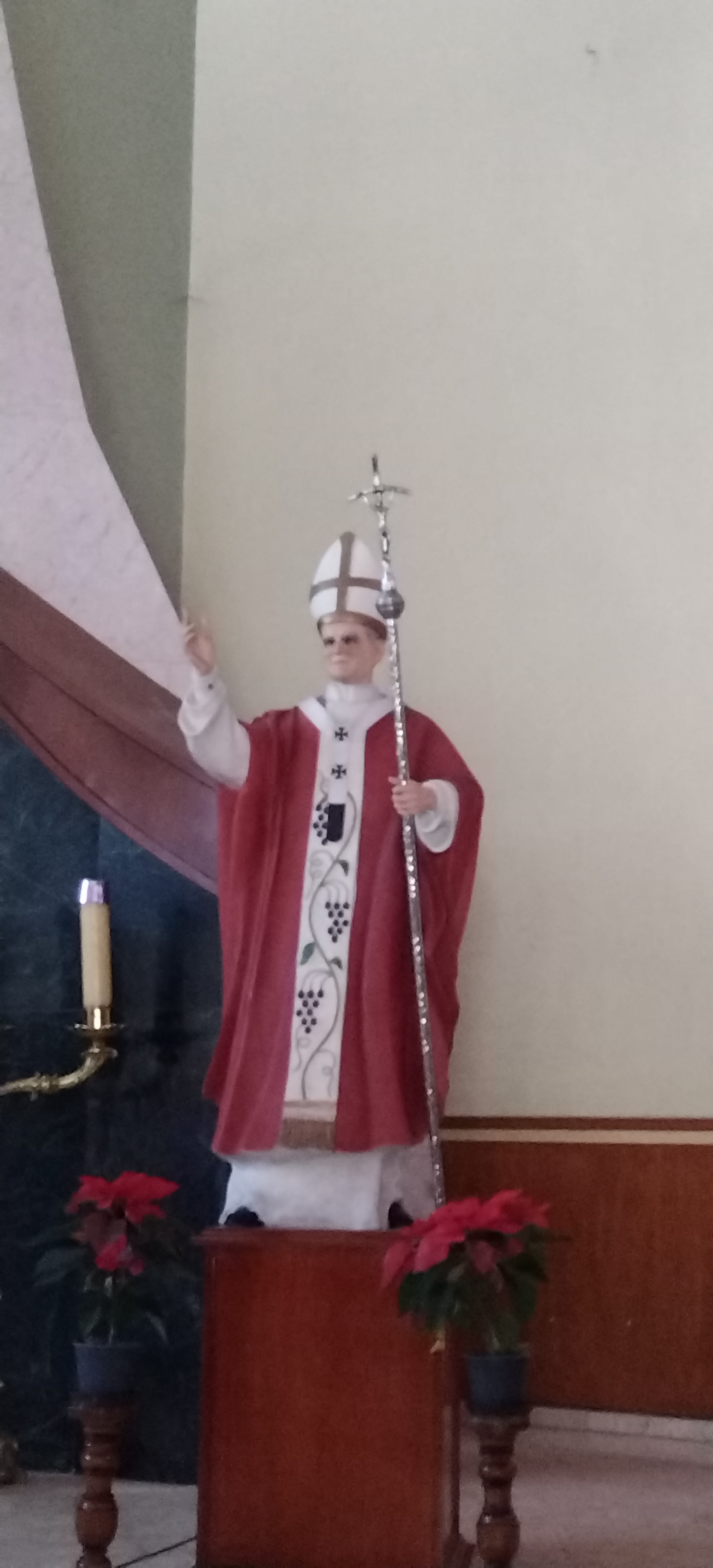
Escultura del Papa Juan Pablo II

El día 30 de enero del año 1996 en conmemoración al día de la visita del sumo pontífice empezó a funcionar como Parroquia independiente de la parroquia de Santa Cecilia teniendo como único lazo que Santa Cecilia es la Vicaría de varias zonas decanales de la Arquidiócesis de Guadalajara como lo es la parroquia de Nuestra Señora de la Paz, Nuestra Señora de Lourdes y el Santuario de los Mártires de Cristo Rey.